# Achudemia
Achudemia é um género botânico pertencente à família Urticaceae.
Alguns autores incluem suas espécies no gênero Pilea.

## Espécies
- Achudemia inaignis
- Achudemia japonica
- Achudemia javanica